# Presidencia de la Plaza megye
Presidencia de la Plaza egy megye Argentínában, Chaco tartományban. A megye székhelye Presidencia de la Plaza.

## Települések
A megye 3 nagyobb településből (Localidades) áll:
- Fortin Aguilar
- Paso de Oso
- Presidencia de la Plaza

Kisebb települései (Parajes):